# Lepilemur scottorum
Lepilemur scottorum is een zoogdier uit de familie van de wezelmaki's (Lepilemuridae). De wetenschappelijke naam van de soort werd voor het eerst geldig gepubliceerd door Lei et al. in 2008. De soort is vernoemd naar de biologen en filantropen Suzanne en Walter Scott Jr.

## Kenmerken
L. scottorum is een middelgrote, roodbruine lemur. De vacht is lang en dik. Midden over de rug loopt een vage zwarte streep. Het gezicht is vuilwit, maar de wangen en wenkbrauwen zijn wit. De staart is roodbruin bij de wortel, maar wordt verder naar de punt toe bruingrijs. De punt zelf is zwart. De soort is het nauwste verwant aan Lepilemur seali.

## Verspreiding
De soort komt voor op Madagaskar. Het dier is in verspreiding beperkt tot het nationaal park Masoala in de provincie Antsiranana.
Lepilemur aeeclis · Lepilemur ahmansoni · Lepilemur ankaranensis · Lepilemur betsileo · Grijsrugwezelmaki (Lepilemur dorsalis) · Milne-Edwards wezelmaki (Lepilemur edwardsi) · Lepilemur fleuretae · Lepilemur grewcocki · Lepilemur hollandorum · Lepilemur hubbardi · Lepilemur jamesi · Witvoetwezelmaki (Lepilemur leucopus) · Kleintandwezelmaki (Lepilemur microdon) · Lepilemur milanoii · Grote wezelmaki (Lepilemur mustelinus) · Lepilemur otto · Lepilemur petteri · Lepilemur randrianasoloi · Roodstaartwezelmaki (Lepilemur ruficaudatus) · Lepilemur sahamalaza · Lepilemur scottorum · Lepilemur seali · Noordelijke wezelmaki (Lepilemur septentrionalis) · Lepilemur tymerlachsoni · Lepilemur wrighti